# Barranca de Esmeraldas
Barranca de Esmeraldas, även La Güila, är en ort i Mexiko, tillhörande kommunen Amatepec i den sydvästra delen av delstaten Mexiko, i den centrala delen av landet. Orten hade 109 invånare vid folkräkningen 2010.